# Lê Khắc Quyến
Lê Khắc Quyến (1915 – 1978) là bác sĩ và chính khách Việt Nam Cộng hòa.

## Tiểu sử

### Thân thế và học vấn
Lê Khắc Quyến sinh năm 1915 tại tỉnh Quảng Bình, Trung Kỳ, Liên bang Đông Dương. Nguyên quán làng Văn Xá, huyện Hương Trà, tỉnh Thừa Thiên Huế.
Thuở nhỏ ông học tại Huế, sau đó ra Hà Nội học Trung học và tốt nghiệp Trường Trung học Albert Sarraut, rồi nhập học Trường Đại học Y Hà Nội và lấy bằng Tiến sĩ Y khoa năm 1943.

### Sự nghiệp y khoa
Ra trường ông lần lượt đảm nhận những chức vụ quan trọng trong ngành y: Giám đốc Bệnh viện Nha Trang năm 1945, Cục trưởng Quân y Trung bộ Huế năm 1946, Bác sĩ Bệnh viện Huế từ năm 1947 đến năm 1966, Giám đốc Bệnh viện Trung ương Huế kiêm Giám đốc Y tế Trung phần từ năm 1958 đến năm 1963, Khoa trưởng Đại học Y khoa Huế từ năm 1958 đến năm 1965. Sau cùng là Giám đốc Bệnh viện Sùng Chính từ năm 1970 đến lúc mất. Ngoài ra, ông còn là Tổng Biên tập nguyệt san y khoa lấy tên Lành Mạnh và biên soạn quyển Từ điển Danh từ Y học.
Dưới thời Đệ Nhất Cộng hòa, Lê Khắc Quyến chính là một trong những thành viên sáng lập và điều hành Đại học Y khoa Huế trong một thời gian dài; ông đã góp phần đào tạo những lớp bác sĩ đầu tiên cho Huế và cả miền Trung. Bên cạnh đó, ông nổi tiếng là một bác sĩ giỏi khắp thành phố Huế và các miền phụ cận cũng như tiếng tăm lan ra đến cả vùng quê xa xôi hẻo lánh.

### Sự nghiệp chính trị
Trong biến cố Phật giáo năm 1963, ông công khai bày tỏ lập trường ủng hộ phong trào tranh đấu Phật giáo nên bị chính quyền Ngô Đình Diệm bắt giam đưa vào nhà ngục Chín Hầm, ông phải ngồi tù cho đến lúc xảy ra vụ đảo chính ngày 1 tháng 11 năm 1963 mới được trả tự do. Ít lâu sau, ông trở thành Chủ tịch Hội đồng Nhân dân Cứu quốc vừa mới thành lập nhằm mục đích chống độc tài, chống quân phiệt và đòi nghiêm trị dư đảng Cần Lao. Cơ quan ngôn luận của Hội đồng Nhân dân Cứu quốc là báo Tranh Đấu ra hằng ngày.
Nhờ thành tích nổi bật như vậy mà ông được chính quyền mời tham gia làm hội viên Thượng Hội đồng Quốc gia Việt Nam Cộng hòa vào cuối năm 1964. Ngày 20 tháng 12 cùng năm, Hội đồng Quân lực ra thông cáo giải tán Thượng Hội đồng và bắt giữ một số hội viên trong đó có ông rồi đưa đi quản thúc ở Cao nguyên Trung phần. Đầu năm 1965, ông cùng nhóm hội viên đối lập mới được chính quyền trả tự do và bị chỉ định sống tại Sài Gòn cho đến cuối đời.
Lê Khắc Quyến còn tham gia nhóm Dương Văn Minh và dự định giữ chức Quốc vụ khanh kiêm Tổng trưởng Bộ Y tế trong nội các Vũ Văn Mẫu vào cuối tháng 4 năm 1975. Nội các cuối cùng này của Việt Nam Cộng hòa sẽ trình diện quốc dân vào sáng ngày 30 tháng 4 năm 1975 nhưng chưa kịp thực hiện thì bản thân ông cùng với nhóm dân biểu, nghị sĩ và thành viên chính phủ Dương Văn Minh đã phải đầu hàng Quân Giải phóng vào buổi trưa hôm đó ngay tại Dinh Độc Lập.

### Sau năm 1975
Sau ngày 30 tháng 4 năm 1975, ông vẫn tiếp tục hành nghề bác sĩ như cũ cho đến khi qua đời vào năm 1978 tại Thành phố Hồ Chí Minh, hưởng thọ 63 tuổi.

## Đời tư
Lê Khắc Quyến là một Phật tử thuần thành, còn được biết đến với pháp danh Nhật Thắng. Ông có tất cả 10 người con.